# Hoya wallichii
Hoya wallichii là một loài thực vật có hoa trong họ La bố ma. Loài này được (Wight) C.M. Burton mô tả khoa học đầu tiên năm 1996.